# Raymond od Poitiersa
Raymond (engleski Raymond of Poitiers, francuski Raimond de Poitiers) (1099. – 29. lipnja 1149.), čitaj Remon od Poatjea, knez Antiohije od 1136. do 1149. koji se uspješno odupruo pokušajima bizantskog cara Ivana II. Komnena da uspostavi kontrolu nad njegovom kneževinom.

## Životopis
Raymond je bio mlađi sin Vilima VII., grofa Poitiersa, u zapadnosredišnjoj Francuskoj. Godine 1135. jeruzalemski kralj Fulk, regent Antiohije (1131. – 1136.) u ime Konstance, jedine kćeri Bohemunda II. poslao je izaslanike da joj ponudi brak s Raymondom, koji je tada bio na dvoru engleskog kralja Henrika I. Raymond je stigao u Antiohiju u travnju 1136. i oženio devetogodišnju Konstancu te postao knez Antiohije.
Bizantsko Carstvo je zahtijevalo Antiohiju još od Prvog križarskog rata (1095. – 1099.), kada su križari obećali uručiti grad carstvu, ali su ga zadržali za sebe. U kolovozu 1137. car Ivan II. Komnen stigao je u Antiohiju i prisilio Raymonda da pristane na predaju Antiohije u zamjenu za područje oko Alepa, koje je tek trebalo zauzeti od muslimana. U travnju i svibnju 1138. Raymond i Ivan borili su se s muslimanima s djelomičnim uspjehom. Ivan je s vojskom svečano ušao u Antiohiju, ali Raymond je uspio izbjeći Ivanov zahtjev za kontrolu tvrđave pa je Ivan uskoro otišao.
U rujnu 1142. Ivan, koji je bio u kampanji u Siriji, ponovno je zahtijevao predaju Antiohije u zamjenu za još neosvojenu kneževinu. Raymond je istjerao Bizantince iz Antiohije, koji su se pripremili za napad na grad. Ivan umire u travnju 1143., a Raymond, pokušavajući iskoristiti Ivanovu smrt, napada Ciliciju na sjeveru, ali je odbačen i otjeran u Antiohiju. Bizantske su trupe zatim opustošile zemlju sjeverno od grada, dok je njihova flota pljačkala obalu kneževine. Sljedeće godine Edesa je pala u ruke muslimane, izlažući Antiohiju napadima sa sjeveroistoka. Stoga je Raymond posjetio Carigrad 1145. kako bi se pomirio s Ivanovim nasljednikom Manuelom I Komnenom.
U proljeće 1148. u Antiohiju je stigao francuski kralj Luj VII., jedan od vođa Drugoga križatskog rata, zajedno sa suprugom Eleanor Akvitanskom. Raymond je mudro nagovarao Luja za napad Alep, sjevernu sirijsku bazu muslimanskog vođe Nur ad-Dina. Međutim, zbog vjerskih razloga, Luj je odlučio krenuti prema Jeruzalemu i Svetom grobu. Raymondov odnos s Eleonorom, njegovom nećakinjom, izazvao je skandalozne glasine. Kada je Eleanor stala na ujakovu stranu u vezi s napadom na Alep, Luj ju je stavio pod kućni pritvor i odveo sa svojom vojskom u Jeruzalem. Raymond je sa znatno slabijom vojskom sam krenuo na Alep. Ubijen u bitci kod Inaba, 29. lipnja 1149.